# Старокуручево
Старокуру́чево (рос. Старокуручево, башк. Иҫке Ҡорос) — село у складі Бакалинського району Башкортостану, Росія. Адміністративний центр Старокуручевської сільської ради.
Населення — 1478 осіб (2010; 1629 у 2002).
Національний склад:
- татари — 69 %
- башкири — 28 %